# Liste der vom NS-Regime oder seinen Verbündeten verfolgten Komponisten
Während der Zeit des Nationalsozialismus waren in Deutschland und in den von Deutschland im Zweiten Weltkrieg besetzten Gebieten zahlreiche Musiker und Komponisten der staatlichen Verfolgung durch die Machthaber ausgesetzt. Auch Verbündete des deutschen Reiches wie die Slowakei oder das Königreich Ungarn unter Admiral Horthy unternahmen Verfolgungen und hatten ihre eigenen Verfolgungsstrategien.
Einen wichtigen Beitrag zur Verfolgung lieferte auch das seit 1940 erschienene Lexikon der Juden in der Musik. In dem von Herbert Gerigk herausgegebenen Werk waren alle nach nationalsozialistischer Definition „jüdischen“ und „halbjüdischen“ Musiker im Dritten Reich aufgelistet.

„Der vom Holocaust verursachte Verlust für die Musik ist eine Katastrophe, deren Ausmaß für immer unbekannt bleiben wird.“

## Von den Nationalsozialisten oder deren Verbündeten ermordete Komponisten
- Heinz Alt (1922–1945)
- Richard Altmann (1888–1942)
- Ernst Bachrich (1892–1942)
- Elkan Bauer (1852–1942)
- Emil Bauer (1874–1941)
- David Beigelman (1887–1945)
- Daniël Belinfante (1893–1945)
- Alfons Josef Biron (1893–1942)
- Arthur Chitz (1882–1944)
- Robert Dauber (1922–1945)
- Hans Walter David (1893–1942)
- Eugen Engel (1875–1943)
- Gustav Ernest (1858–1941)
- Ralph Erwin (1896–1943)
- Richard Fall (1882–1945)
- Siegfried Fall (1877–1943)
- Alfred Fröhlich (1875–1942)
- Mordechaj Gebirtig (1877–1942)
- Sim Gokkes (1897–1943)
- Gerhard Goldschlag (1889–1944)
- Pavel Haas (1899–1944)
- Robert Hanf (1894–1944)
- Pál Hermann (1902–1944)
- Žiga Hirschler (1894–1941)
- Leon Jessel (1871–1942)
- Rudolf Karel (1880–1945)
- Dick Kattenburg (1919–1944)
- Franz Eugen Klein (1912–1944)
- Gideon Klein (1919–1945)
- Josef Koffler (1896–1944)
- Viktor Kohn (1901–1944)
- Hans Krása (1899–1944)
- Jirí Kummerman (1927–1944)
- Egon Ledeč (1899–1944)
- Erich Liebermann-Roßwiese (1886–1942)
- Arno Nadel (1878–1943)
- Roman Padlewski (1915–1944)
- Valentin Pinner (1876–1943)
- Ruth Poritzky (1902–1942)
- Nico Richter (1915–1945)
- Andries de Rosa (1869–1943)
- Samuel Schuijer (1873–1942)
- Zikmund Schul (1916–1944)
- Erwin (Ervín) Schulhoff (1894–1942)
- Philipp Silber (1876–1942)
- James Simon (1880–1944)
- Leo Smit (1900–1943)
- Martin Spanjaard (1892–1942)
- Karl Stimmer (1901–1943)
- Karel Švenk (1917–1945)
- Carlo Sigmund Taube (1897–1944)
- Siegfried Translateur (1875–1944)
- Marcel Tyberg (1893–1944)
- Viktor Ullmann (1898–1944)
- László Weiner (1916–1944)
- Fritz Weiss (1919–1944)
- Franz (Ferenc) Weisz (1893–1944)
- Kurt Zorlig (1893–1941)
- Vilém Zrzavý (1895–1942)

## Von den Nationalsozialisten verfolgte oder ins Exil gezwungene Komponisten
Nachfolgende Liste enthält damals lebende Komponisten, deren Musik von den Nationalsozialisten verboten wurde und die verfolgt, inhaftiert und/oder zum Exil oder in die innere Emigration gezwungen wurden:
- Paul Abraham (1892–1960)
- Theodor W. Adorno (1903–1969)
- Leni Alexander (1924–2005)
- Paul Arma (1905–1987)
- Paul Aron (1886–1955)
- Lev Aronson (1912–1988)
- Leo Ascher (1880–1942)
- Andre Asriel (1922–2019)
- Jizchak Barsam (1922–2016)
- Béla Bartók (1881–1945)
- Joseph Beer (1908–1987)
- Paul Ben-Haim (1897–1984)
- Rudolf Berdach (1899–1962)
- Fritz Berens (1907–2010)
- Armin Berg (1883–1956)
- Jimmy Berg (1909–1988)
- Bernd Bergel (1909–1967)
- Paul Berl (1907–1974)
- Herman Berlinski (1910–2001)
- Karel Berman (1919–1995)
- Leo Blech (1871–1958)
- Frederick Block (1899–1945)
- Helmut Bornefeld (1906–1990)
- Siegfried Borris (1906–1987)
- Max Brand (1896–1980)
- Walter Braunfels (1882–1954)
- Gustav Brecher (1879–1940)
- Walter Bricht (1904–1970)
- Max Brod (1884–1968)
- Gerhard Bronner (1922–2007)
- Julius Bürger (1897–1995)
- Paul Büttner (1870–1943)
- Dol Dauber (1894–1950)
- Lex van Delden (1919–1988)
- Max Deutsch (1892–1982)
- Peter Deutsch (1901–1965)
- Marcel Dick (1898–1991)
- Antal Doráti (1906–1988)
- Sem Dresden (1881–1957)
- Abel Ehrlich (1915–2003)
- Hanns Eisler (1898–1962)
- Paul Emerich (1895–1977)
- Max Ettinger (1874–1951)
- Edmund Eysler (1874–1949)
- Frederick Fall (1901–1974)
- Richard Fall (1882-1945)
- Grzegorz Fitelberg (1879–1953)
- Marius Flothuis (1914–2001)
- Marco Frank (1881–1961)
- Paul Josef Frankl (1892–1976)
- Oskar Fried (1871–1941)
- Ignaz Friedman (1882–1948)
- Hans Gál (1890–1987)
- Gyula Geiger (1886–1967)
- Isy Geiger (1886–1977)
- Leo Geitner (1898–1984)
- Peter Gellhorn (1912–2004)
- Michael Gielen (1927–2019)
- Jan van Gilse (1881–1944)
- Norbert Glanzberg (1910–2001)
- Werner Wolf Glaser (1913–2006)
- Ernest Gold (1921–1999)
- Berthold Goldschmidt (1903–1996)
- Émile Goué (1904–1946)
- Bruno Granichstaedten (1879–1944)
- Guillermo (Wilhelm) Grätzer (1914–1993)
- Felix Greissle (1894–1982)
- Wilhelm Grosz (1894–1939)
- Bernard Grün (1901–1972)
- Karl Amadeus Hartmann (1905–1963)
- Peter Heilbut (1920–2005)
- Hans Heller (1898–1969)
- Robert Franz Richard Hernried (1883–1951)
- Philip Herschkowitz (1906–1989)
- Maria Herz (1878–1950)
- Werner Richard Heymann (1896–1961)
- Paul Hindemith (1895–1963)
- Friedrich Hollaender (1896–1976)
- Victor Hollaender (1866–1940)
- Franz Ippisch (1883–1958)
- Wolfgang Jacobi (1894–1972)
- Heinrich Jalowetz (1882–1946)
- Otto Janowitz (1888–1965)
- Oskar Jascha (1881–1948)
- Georg Jokl (1896–1954)
- Walter Jurmann (1903–1971)
- Emil L. Kahn (1896–1985)
- Erich Itor Kahn (1905–1956)
- Robert Kahn (1865–1951)
- Emmerich Kálmán (1882–1953)
- Joseph Kaminski (1903–1972)
- Heinrich Kaminski (1886–1946)
- Ernst Kanitz (1894–1978)
- Bronislau Kaper (1902–1983)
- Václav Kaprál (1889–1947)
- Vítězslava Kaprálová (1915–1940)
- István Kardos (1891–1975)
- Alfred Kastner (1870–1948)
- Robert Katscher (1894–1942)
- Hugo Kauder (1888–1972)
- Walter Kaufmann (1907–1984)
- Louis Kentner (1905–1987)
- Erika Kickton (1896–1967)
- Emanuel Kirschner (1857–1938)
- Wilhelm Walter Klein (1882–1961)
- Arthur Kleiner (1903–1980)
- Paul Kletzki (1900–1973)
- Paul Knepler (1879–1967)
- Robert Konta (1880–1953)
- Herman David Koppel (1908–1998)
- Erich Wolfgang Korngold (1897–1957)
- Michael Krasznay-Krausz (1897–1940)
- Fritz Kreisler (1875–1962)
- Georg Kreisler (1922–2011)
- Ernst Krenek (1900–1991)
- Felicitas Kukuck (1914–2001)
- Hans Lachman (1906–1990)
- Szymon (Simon) Laks (1901–1983)
- Ernst Landl (1914–1983)
- René Leibowitz (1913–1972)
- Peter Erwin Lendvai (1882–1949)
- Hans Lengsfelder (1903–1979)
- Hermann Leopoldi (1888–1959)
- Wolfgang Lesser (1923–1999)
- Bertus van Lier (1906–1972)
- Ilja Livschakoff (1903–1990)
- Arthur Löwenstein (1890–1939)
- Egon Lustgarten (1887–1961)
- Fritz Mahler (1901–1973)
- Ursula Mamlok (1923–2016)
- Paul Mann (1910–1983)
- Bohuslav Martinů (1890–1959)
- Hans May (1886–1958)
- Ernst Hermann Meyer (1905–1988)
- Darius Milhaud (1892–1974)
- Franz Mittler (1893–1970)
- Richard Mohaupt (1904–1957)
- Oskar Morawetz (1917–2007)
- Paul Pallos (1870–1943)
- Ödön Pártos (1907–1977)
- Bernhard Paumgartner (1887–1971)
- Ferdinand Piesen (1909–1994)
- Paul Amadeus Pisk (1893–1990)
- Julius Prüwer (1874–1943)
- Karl Rankl (1898–1968)
- Günter Raphael (1903–1960)
- Karol Rathaus (1895–1954)
- Arthur Rebner (1890–1949)
- Hans Ferdinand Redlich (1903–1968)
- Paul Reif (1910–1978)
- Karel Reiner (1910–1979)
- Franz Reizenstein (1911–1968)
- Rudolph Reti (1885–1957)
- Wilhelm Rettich (1892–1988)
- Nico Richter (1915–1945)
- Hugo Riesenfeld (1879–1939)
- Trude Rittmann (1908–2005)
- Kurt Robitschek (1890–1950)
- Martin Roman (1910–1996)
- Ernst Römer (1893–1974)
- Alfred Rosé (1902–1975)
- Richard Rosenberg (1894–1987)
- Moriz Rosenthal (1862–1946)
- Marko Rothmüller (1908–1993)
- Fritz Rotter (1900–1984)
- Karel Salmon (1897–1974)
- Hans Julius Salter (1896–1994)
- Efim Schachmeister (1894–1944)
- Heinrich Schalit (1886–1976)
- Charlotte Schlesinger (1909–1976)
- Julius Schloss (1902–1972)
- Artur Schnabel (1882–1951)
- Arnold Schönberg (1874–1951)
- Ruth Schönthal (1924–2006)
- Franz Schreker (1878–1934)
- Otto Schulhof (1889–1958)
- Kurt Schwaen (1909–2007)
- Gregor Schwake (1892–1967)
- Mátyás Seiber (1905–1960)
- Bernhard Sekles (1872–1934)
- Rudolf Serkin (1903–1991)
- Bert Silving (1887–1948)
- Fritz Spielmann (1906–1997)
- Ljerko Spiller (1908–2008)
- Leopold Spinner (1906–1980)
- Mischa Spoliansky (1898–1985)
- Siegfried Sonnenschein (1909–1980)
- Robert Starer (1924–2001)
- Ernst Steffan (1896–1967)
- Max Steiner (1888–1971)
- Erich Paul Stekel (1898–1978)
- Eduard Steuermann (1892–1964)
- Fritz Stiedry (1883–1968)
- Richard Stöhr (1874–1967)
- Ignace Strasfogel (1909–1994)
- Oscar Straus (1870–1954)
- Igor Strawinsky (1882–1971)
- Joachim Stutschewsky (1891–1982)
- George Szell (1897–1970)
- Alfred Szendrei (1884–1976)
- Władysław Szpilman (1911–2000)
- Josef Tal (1910–2008)
- Alexandre Tansman (1897–1986)
- Vilém Tausky (1910–2004)
- Georg Tintner (1917–1999)
- Ernst Toch (1887–1964)
- Stefanija Turkewytsch (1898–1977)
- Victor Urbancic (1903–1958)
- Ashley Vernon (1902–1968)
- Wladimir Rudolfowitsch Vogel (1896–1984)
- Franz Wachsmann (1906–1967)
- Ignatz Waghalter (1881–1949)
- Herwarth Walden (1878–1941)
- Arnold Walter (1902–1973)
- Bruno Walter (1876–1962)
- Anton Webern (1883–1945)
- Karl Weigl (1881–1949)
- Vally Weigl (1894–1982)
- Kurt Weill (1900–1950)
- Mieczysław Weinberg (1919–1996)
- Jaromír Weinberger (1896–1967)
- Erwin Weiss (1912–2004)
- Hans Weisse (1892–1940)
- Frieder Weissmann (1893–1984)
- Egon Wellesz (1885–1974)
- Eric Werner (1901–1988)
- Rosy Wertheim (1888–1949)
- Hermann Hans Wetzler (1870–1943)
- Arthur Willner (1881–1959)
- Hans Winterberg (1901–1991)
- Pantscho Wladigerow (1899–1978)
- Juliusz Wolfsohn (1880–1944)
- Stefan Wolpe (1902–1972)
- Eugene Zádor (1894–1977)
- Erich Zeisl (1905–1959)
- Alexander von Zemlinsky (1871–1942)
- Herbert Zipper (1904–1997)
- Fritz Zweig (1893–1984)